# Nephrotoma flavipalpis
Nephrotoma flavipalpis är en tvåvingeart som först beskrevs av Johann Wilhelm Meigen 1830.  Nephrotoma flavipalpis ingår i släktet Nephrotoma och familjen storharkrankar. Arten är reproducerande i Sverige. Inga underarter finns listade i Catalogue of Life.

## Bildgalleri

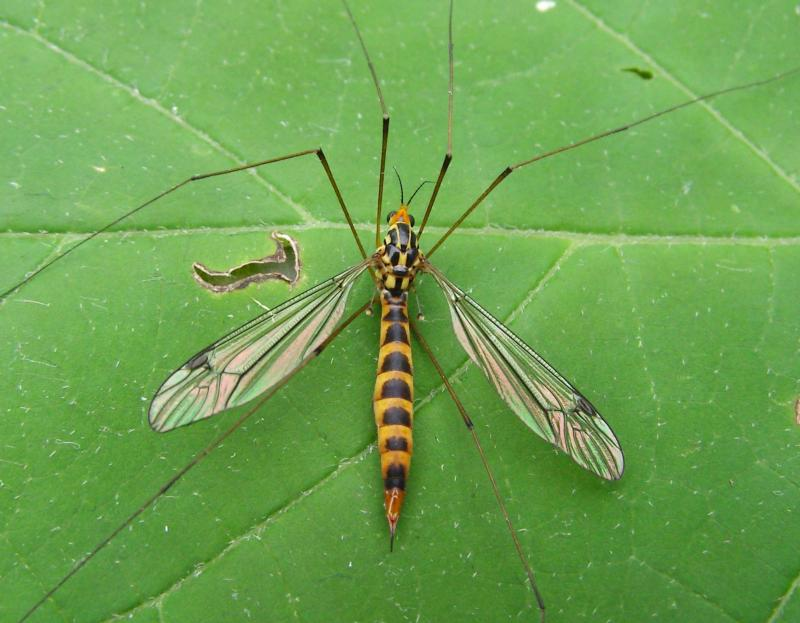
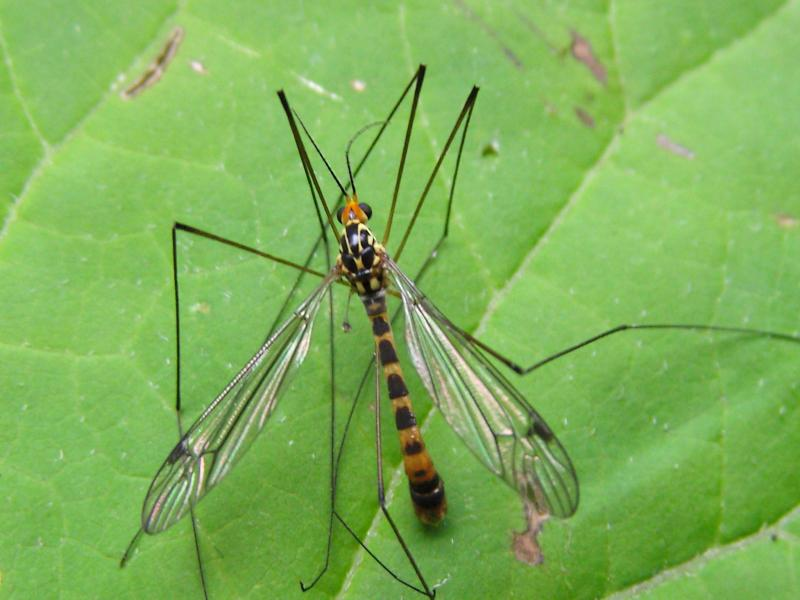